# Holodactylus
Holodactylus — рід геконоподібних ящірок родини еублефарових (Eublepharidae). Представники цього роду мешкають в Східній Африці.

## Види
Рід Holodactylus нараховує 2 види:
- Holodactylus africanus Boettger, 1893
- Holodactylus cornii Scortecci, 1930

## Етимологія
Наукова назва роду Holodactylus походить від сполучення слів дав.-гр. ὁλος — цілий і δακτυλος — палець.